# آنتونی مورا کومنان
آنتونی مورا کومنان (انگلیسی: Anthony Moura-Komenan؛ زادهٔ ۲۰ ژانویهٔ ۱۹۸۶) بازیکن فوتبال اهل ساحل عاج است.
از باشگاه‌هایی که در آن بازی کرده‌است می‌توان به باشگاه فوتبال آژاکسیو، باشگاه فوتبال جومپسری یونایتد، و باشگاه فوتبال بوردو اشاره کرد.
وی همچنین در تیم ملی فوتبال Ivory Coast U-23 بازی کرده‌است.